# シングルコレクション+ ニコパチ
『シングルコレクション+ ニコパチ』（シングルコレクションプラスニコパチ）は、坂本真綾の2作目のシングルコレクション・アルバム。

## 解説
前作のシングルコレクション・アルバム『シングルコレクション+ ハチポチ』発売以後に発表されたシングル曲と、参加したサウンドトラックの曲から構成される。シングルコレクションではあるが、シングル曲として発表した「マメシバ」は収録されていない。
初回盤は3万枚限定生産で、「走る」「マメシバ」のPVと特典映像が収録されたDVDが付属する。CDパッケージも特殊ケース仕様となっている。
オリコンチャートでは初登場3位を記録し、自身最高位を記録した。
累計出荷枚数は7万枚。

## 収録曲
- （特記以外）作曲：菅野よう子

| 全編曲: 菅野よう子。 |                                                                                               |                         |                                        |       |
| #                    | タイトル                                                                                      | 作詞                    | 作曲                                   | 時間  |
| 1.                   | 「夜明けのオクターブ」                                                                        | 一倉宏                  |                                        | 1:51  |
| 2.                   | 「ヘミソフィア」                                                                              | 岩里祐穂                |                                        | 4:10  |
| 3.                   | 「ダニエル」                                                                                  | troy                    |                                        | 3:50  |
| 4.                   | 「バイク」                                                                                    | 岩里祐穂                |                                        | 5:10  |
| 5.                   | 「しっぽのうた」                                                                              | 一倉宏                  |                                        | 2:42  |
| 6.                   | 「指輪 -23カラット-」                                                                         | 岩里祐穂                |                                        | 3:41  |
| 7.                   | 「音楽」                                                                                      | 岩里祐穂                |                                        | 4:46  |
| 8.                   | 「みどりのはね」                                                                              | 一倉宏                  |                                        | 2:49  |
| 9.                   | 「シマシマ」                                                                                  | 坂本真綾                |                                        | 4:47  |
| 10.                  | 「キミドリ」                                                                                  | 坂本真綾                |                                        | 5:03  |
| 11.                  | 「tune the rainbow」                                                                          | 岩里祐穂                |                                        | 5:31  |
| 12.                  | 「toto」                                                                                      | Tim Jensen              |                                        | 4:25  |
| 13.                  | 「Here」                                                                                      | Tim Jensen              |                                        | 5:06  |
| 14.                  | 「ベクトル」                                                                                  | Tim Jensen              |                                        | 5:15  |
| 15.                  | 「THE GARDEN OF EVERYTHING〜電気ロケットに君をつれて〜 」(歌：坂本真綾 featuring Steve Conte) | Chris Mosdell・坂本真綾 | 菅野よう子・アレクサンドル・ボロディン | 6:20  |
| 16.                  | 「gravity」                                                                                   | troy                    |                                        | 3:17  |
| 合計時間:            | 合計時間:                                                                                     | 合計時間:               | 合計時間:                              | 68:43 |

## 参加ミュージシャン
- Drums：佐野康夫・外山明・平ヶ倉良枝
- E.Bass：渡辺等
- Guitars：今堀恒雄・保刈久明・藤井謙二
- Keyboards＆A.Piano：菅野よう子
- Synthesizer Manipulate：浦田恵司・坂元俊介（アシスタント：杉本洋祐・Chikanari Gokan・田久保誠一）
- Strings：篠崎正嗣Strings
- Percussion：三沢またろう
- Harp：朝川朋之
- Clarinet：十亀正司
- Horn：Hiroyuki Minami Group
- Background Vocal：坂本真綾

## タイアップ
| #  | 曲名                                                  | タイアップ                                                                    | 初出作品                                                                                         | 発売日        | 品番       | 備考 |
| -- | ----------------------------------------------------- | ----------------------------------------------------------------------------- | ------------------------------------------------------------------------------------------------ | ------------- | ---------- | ---- |
| 01 | 夜明けのオクターブ                                    | セガドリームキャスト用ゲームソフト『Napple Tale Arsia in Daydream』挿入歌     | 7thシングル「しっぽのうた」                                                                      | 2000年8月23日 | VIDL-30506 |      |
| 02 | ヘミソフィア                                          | フジテレビ系アニメ『ラーゼフォン』オープニングテーマ                          | 9thシングル「ヘミソフィア」                                                                      | 2002年2月21日 | VICL-35358 |      |
| 03 | ダニエル                                              | NHK夜の連続ドラマ『真夜中は別の顔』挿入歌                                     | サウンドトラックアルバム『23時の音楽 KANNO YOKO feat. SAKAMOTO MAAYA』                           | 2002年5月22日 | VICL-60885 |      |
| 04 | バイク                                                | テレビ東京系アニメ『地球少女アルジュナ』第十章エンディングテーマ              | サウンドトラックアルバム『地球少女アルジュナ オリジナルサウンドトラック into the another world』 | 2001年3月23日 | VICL-60703 |      |
| 05 | しっぽのうた                                          | セガドリームキャストゲーム『Napple Tale Arsia in Daydream』オープニングテーマ | 7thシングル「しっぽのうた」                                                                      | 2000年8月23日 | VIDL-30506 |      |
| 06 | 指輪-23カラット                                       | オメガ・プロジェクト配給劇場版アニメ映画『エスカフローネ』主題歌              | 6thシングル「指輪」（リミックスにて収録）                                                        | 2000年6月21日 | VIDL-30497 |      |
| 07 | 音楽                                                  | （無し）                                                                      | 9thシングル「ヘミソフィア」                                                                      | 2002年2月21日 | VICL-35358 |      |
| 08 | みどりのはね                                          | セガドリームキャストゲーム『Napple Tale Arsia in Daydream』挿入歌             | 7thシングル「しっぽのうた」                                                                      | 2000年8月23日 | VIDL-30506 |      |
| 09 | シマシマ                                              | （無し）                                                                      | 10thシングル「gravity」                                                                          | 2003年2月21日 | VICL-35459 |      |
| 10 | キミドリ                                              | タイトーPlayStation 2用ゲームソフト『白中探険部』テーマソング                 | （無し）                                                                                         | （無し）      | （無し）   | 新曲 |
| 11 | tune the rainbow                                      | 松竹系公開劇場版アニメ映画『ラーゼフォン 多元変奏曲』主題歌                   | 11thシングル「tune the rainbow」                                                                 | 2003年4月2日  | VICL-35472 |      |
| 12 | Toto                                                  | NHK夜の連続ドラマ『真夜中は別の顔』挿入歌                                     | サウンドトラックアルバム『23時の音楽 KANNO YOKO feat. SAKAMOTO MAAYA』                           | 2002年5月22日 | VICL-60885 |      |
| 13 | Here                                                  | NHK夜の連続ドラマ『真夜中は別の顔』挿入歌                                     | サウンドトラックアルバム『23時の音楽 KANNO YOKO feat. SAKAMOTO MAAYA』                           | 2002年5月22日 | VICL-60885 |      |
| 14 | ベクトル                                              | （無し）                                                                      | 6thシングル「指輪」                                                                              | 2000年6月21日 | VIDL-30497 |      |
| 15 | THE GARDEN OF EVERYTHING 〜電気ロケットに君をつれて〜 | （無し）                                                                      | 11thシングル「tune the rainbow」                                                                 | 2003年4月2日  | VICL-35472 |      |
| 16 | gravity                                               | フジテレビ系アニメ『WOLF'S RAIN』エンディングテーマ                           | 10thシングル「gravity」                                                                          | 2003年2月21日 | VICL-35459 |      |

### DVD
1. マメシバ
PV。ディレクターは今村直樹。撮影は渋谷や代官山等で行われた。初回限定盤封入のセルフライナーノーツによれば、ひたすら走り続ける過酷な撮影であったという。
2. 走る
PV。ディレクターは山口保幸。撮影は山梨県内で行われた。
3. メイキング・ニコパチ2003〜gravity
特典映像。使用曲は「gravity (LIVE VERSION)」（CD収録のバージョンとは異なる）。企画、撮影、編集は全て溝口肇が担当している。
4. STAFF+小さくおまけ映像
特典映像。使用曲は「しっぽのうた」。スタッフロールの脇で、ロンドンで撮影された映像が小さく流れる。映像の内容は、シングル「マメシバ」のジャケット撮影、レコーディング風景、オフショット、アーティスト写真撮影等が収められている。